# Rudolph Franz
Rudolph Franz, född den 16 december 1826 i Berlin, död där den 31 december 1902, var en tysk fysiker.
Franz studerade matematik och naturvetenskaper vid universitetet i Bonn och kunde framgångsrikt avsluta dessa studier 1850 med en promotion. Samma år tillträdde han en tjänst som gymnasielärare i sin födelsestad. Franz påbörjade under denna anställning arbetet med den forskning, som han 1857 fullbordade med sin habilitation vid Berlins universitet. 
Franz har främst blivit känd genom sitt samarbete med Gustav Heinrich Wiedemann. År 1853 utvecklade de Wiedemann-Franz-lag, som påvisar att elektrisk ledningsförmåga och värmeledningsförmåga hos alla rena metaller är så gott som lika stor vid konstant temperatur.